# Batteria A23

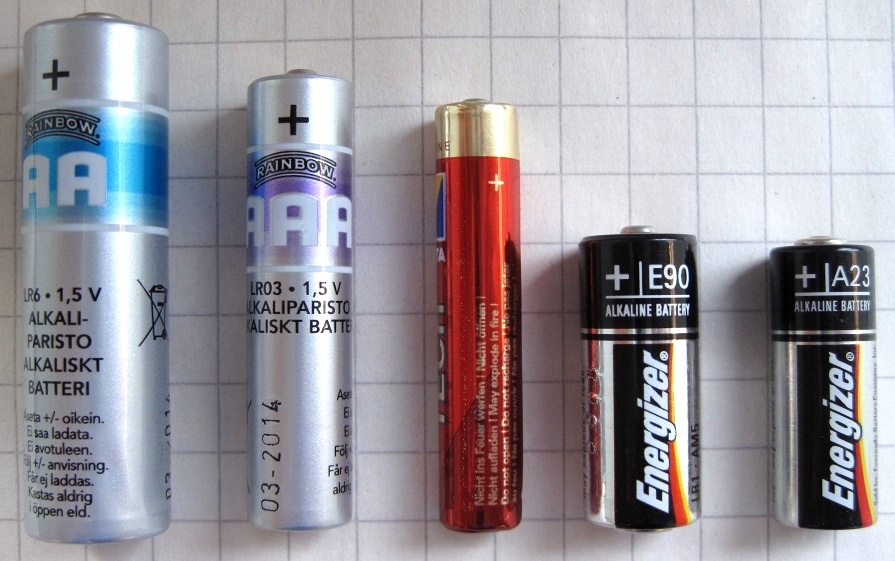
A confronto, da sinistra a destra: batterie AA, AAA, AAAA, N e A23.

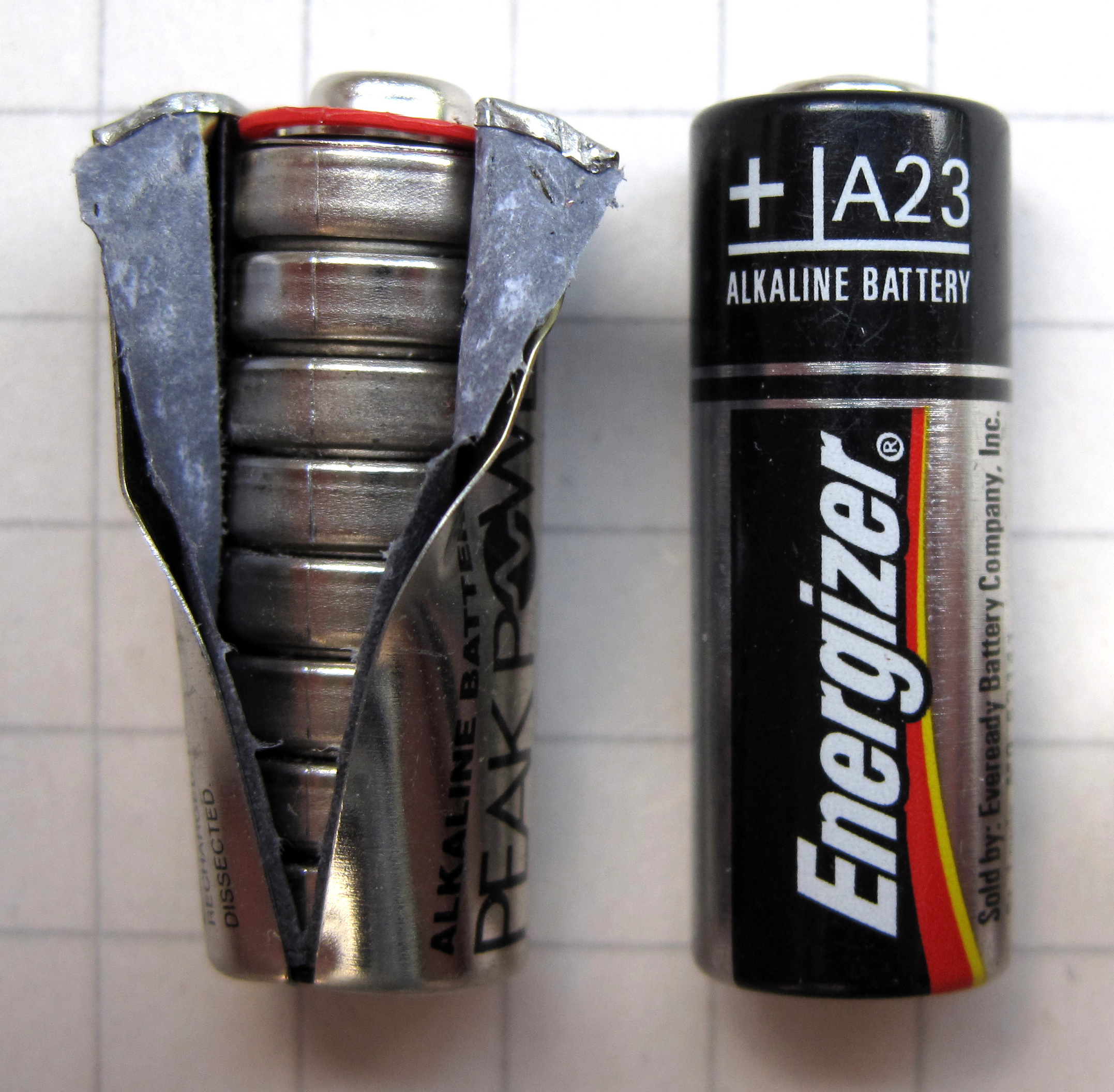
Una batteria A23 aperta che mostra le celle LR932 di cui è composta.

La batteria A23 (nota anche come 23A, 23AE, GP23A, V23GA, LRV08, 8LR932, 8LR23, MN21, L1028 o ANSI -1181A) è un formato di batteria a secco per piccoli dispositivi radio portachiavi elettronici, come sistemi di accesso per veicoli senza chiave, sistemi di sicurezza domestica, apriporta per garage e auricolari Bluetooth.
Una batteria A23 è cilindrica e più corta di una batteria AAA, misura 28.5 mm di lunghezza e 10.3 mm di diametro, ed ha un peso tipico di 8 grammi. Una batteria A23 è un dispositivo a 8-celle con tensione nominale di 12 V. Questa tensione è necessaria in genere per le trasmittenti in radiofrequenza e per i dispositivi di ricezione che spesso ne sono alimentati. Ha una capacità di circa 55 mAh.
Le batterie A23 sono costituite da otto pile a bottone alcaline LR932 individuali racchiuse in un involucro.
La batteria A23 ha dimensioni simili alla batteria N, che ha una tensione da 1,25 V a 1,5 V. È anche simile alla batteria A27, che ha la stessa tensione nominale di 12 V e quasi la stessa lunghezza ma ha un diametro inferiore di circa il 20%.